# Водоспади Закарпатської області
| Назва                                 | Район              | Координати                                                                      | Висота  | Короткі відомості | Фото/Відео |
| ------------------------------------- | ------------------ | ------------------------------------------------------------------------------- | ------- | --- | ---------- |
| Анничка                               | Хустський район    | 48°35′30.72″ пн. ш. 23°28′00.48″ сх. д. / 48.5918667° пн. ш. 23.4668000° сх. д. |         | На безіменному потоці (права притока річки Ріка). Легкодоступний, маловідомий. |            |
| Білий                                 | Рахівський район   | 47°56′7″ пн. ш. 24°16′58″ сх. д. / 47.93528° пн. ш. 24.28278° сх. д.            | 2,5 м   | На річці Білий (притока Тиси). Легкодоступний, маловідомий. |            |
| Білий Нижній                          | Рахівський район   | 47°55′52.1″ пн. ш. 24°15′23.9″ сх. д. / 47.931139° пн. ш. 24.256639° сх. д.     |         | Каскадний. На річці Білий (притока Тиси). Легкодоступний, маловідомий. |            |
| Вишоватські                           | Тячівський район   | 48°05′18.8″ пн. ш. 23°47′16.2″ сх. д. / 48.088556° пн. ш. 23.787833° сх. д.     | 14 м    | Група водоспадів на потоці Вашоватий. Легкодоступні, маловідомі. |            |
| Воєводин                              | Ужгородський район | 48°47′08.92″ пн. ш. 22°50′54.29″ сх. д. / 48.7858111° пн. ш. 22.8484139° сх. д. | 5—6 м   | Загальна висота всіх каскадів — 24 м. На потоці Воєводин (притока річки Шипіт). Легкодоступний, популярний туристичний об'єкт.                                                                    |            |
| Городилівський                        | Хустський район    | 48°13′55.8″ пн. ш. 23°16′58.0″ сх. д. / 48.232167° пн. ш. 23.282778° сх. д.     | 5 м     | На потоці Городилів (права притока річки Ріка). Легкодоступний, маловідомий. |            |
| Гучало                                | Хустський район    | 48°25′37.3″ пн. ш. 23°03′47.74″ сх. д. / 48.427028° пн. ш. 23.0632611° сх. д.   | 5-6 м   | Розташований в заказнику Зачарована долина, біля с. Підгірне. Маловідомий, легкодоступний. |            |
| Драгобратський                        | Рахівський район   | 48°16′09″ пн. ш. 24°10′01″ сх. д. / 48.26917° пн. ш. 24.16694° сх. д.           | 7 м     | У верхів'ї річки Кісва. Легкодоступний, маловідомий. |            |
| Ільничка                              | Хустський район    | 48°23′39.96″ пн. ш. 23°05′37.92″ сх. д. / 48.3944333° пн. ш. 23.0938667° сх. д. | 4-5 м   | Розташований в національному природному парку Зачарований край, біля с. Ільниця. Маловідомий, легкодоступний.                                                                                     |            |
| Кам'яна Стіна                         | Рахівський район   | 47°54′58.31″ пн. ш. 24°17′28.83″ сх. д. / 47.9161972° пн. ш. 24.2913417° сх. д. | 5-6 м   | Розташований на безіменному струмку в урочищі Явір (територія Трибушанського природоохоронного науково-дослідного відділення Карпатського біосферного заповідника). Маловідомий, важкодоступний.  |            |
| Кам'янецький (Кам'янко-Тереблянський) | Міжгірський район  | 48°33′33.8″ пн. ш. 23°39′05.3″ сх. д. / 48.559389° пн. ш. 23.651472° сх. д.     | 6 м     | На лісовому потічку, який є правою притокою Тереблі. Легкодоступний, маловідомий. |            |
| Кам'яний                              | Рахівський район   | 48°02′32.6″ пн. ш. 24°10′00.2″ сх. д. / 48.042389° пн. ш. 24.166722° сх. д.     | 2,5 м   | На потоці Кам'яний (притока Тиси). Легкодоступний, маловідомий. |            |
| Кам'янка                              | Хустський район    | 48°25′09.11″ пн. ш. 23°09′44.88″ сх. д. / 48.4191972° пн. ш. 23.1624667° сх. д. | 5 м     | Розташований в національному природному парку Зачарований край на р. Синявка, поблизу с. Осій. Маловідомий, легкодоступний.                                                                       |            |
| Кобилецький Гук                       | Рахівський район   | 48°02′13.0″ пн. ш. 24°02′43.0″ сх. д. / 48.036944° пн. ш. 24.045278° сх. д.     | 8 м     | На потоці Юрочково (притока Шопурки). Легкодоступний, маловідомий. |            |
| Лихий                                 | Рахівський район   | 47°58′41.0″ пн. ш. 24°09′58.0″ сх. д. / 47.978056° пн. ш. 24.166111° сх. д.     | 20 м    | На потоці Лихий (права притока Тиси). Важкодоступний, маловідомий. |            |
| Лоцій                                 | Рахівський район   | 48°5′19″ пн. ш. 24°11′29″ сх. д. / 48.08861° пн. ш. 24.19139° сх. д.            |         | На маловодному потоці (права притока Тиси). Важкодоступний, маловідомий. |            |
| Лумшорські водоспади                  | Ужгородський район | 48°48′42.6″ пн. ш. 22°44′05″ сх. д. / 48.811833° пн. ш. 22.73472° сх. д.        | 4 м     | Група водоспадів на річці Туричка (притока Тур'ї). Легкодоступні, популярний туристичний об'єкт.                                                                                                  |            |
| Малотростянецький                     | Рахівський район   | 48°10′06.2″ пн. ш. 24°16′37.8″ сх. д. / 48.168389° пн. ш. 24.277167° сх. д.     | 5 м     | На струмку Малий Тростянець, права притока Чорної Тиси. Важкодоступний, маловідомий. |            |
| Марія                                 | Хустський район    | 48°34′54.86″ пн. ш. 23°28′27.08″ сх. д. / 48.5819056° пн. ш. 23.4741889° сх. д. | 15 м    | Розташований в гирлі безіменного струмка, ліва притока Ріки, в с. Сойми. Маловідомий, легкодоступний.                                                                                             |            |
| Міндзиндзьох                          | Хустський район    | 48°24′08.61″ пн. ш. 22°55′15.6″ сх. д. / 48.4023917° пн. ш. 22.921000° сх. д.   | 5-6 м   | Розташований між селами Завидово та Загаття. Маловідомий, важкодоступний. |            |
| Ніреський                             | Хустський район    | 48°12′33.81″ пн. ш. 23°15′26.8″ сх. д. / 48.2093917° пн. ш. 23.257444° сх. д.   | 4 м     | На потоці Ніреш (права притока Тиси). Легкодоступний, маловідомий. |            |
| Плішка                                | Ужгородський район | 48°44′45.3″ пн. ш. 22°24′35.2″ сх. д. / 48.745917° пн. ш. 22.409778° сх. д.     | 1 м     | Гідрологічна пам'ятка природи. На лісовому потоці, який є правою притокою річки Уж. Легкодоступний, маловідомий.                                                                                  |            |
| Полонсько-Кузійський (Кузій)          | Рахівський район   | 47°56′18.3″ пн. ш. 24°06′34.5″ сх. д. / 47.938417° пн. ш. 24.109583° сх. д.     | 2 м     | На лісовому струмку, що впадає в потік Кузій. Легкодоступний, маловідомий. |            |
| Рудавець                              | Хустський район    | 48°37′56.54″ пн. ш. 23°28′30.5″ сх. д. / 48.6323722° пн. ш. 23.475139° сх. д.   | 7 м     | Розташований на однойменному струмку (ліва притока Голятинки, бас. Ріки) в с. Майдан. Легкодоступний, маловідомий.                                                                                |            |
| Скакало                               | Мукачівський район | 48°31′32″ пн. ш. 22°49′49″ сх. д. / 48.52556° пн. ш. 22.83028° сх. д.           | 4 м     | На потічку, який є притокою річки Матекова. Легкодоступний, популярний туристичний об'єкт. |            |
| Соловей                               | Ужгородський район | 48°48′36.7″ пн. ш. 22°43′58.6″ сх. д. / 48.810194° пн. ш. 22.732944° сх. д.     | 3 м     | На річці Туричка. Один з Лумшорських водоспадів. Легкодоступний, популярний туристичний об'єкт.                                                                                                   |            |
| Тарничин                              | Рахівський район   | 48°00′01.61″ пн. ш. 24°10′51.56″ сх. д. / 48.0004472° пн. ш. 24.1809889° сх. д. | 6 м     | На потоці Та́рничин (права притока Тиси). Важкодоступний, маловідомий. |            |
| Труфанець                             | Рахівський район   | 48°12′51.4″ пн. ш. 24°18′32.1″ сх. д. / 48.214278° пн. ш. 24.308917° сх. д.     |         | Каскад водоспадів, загальною висотою 36 м. На потоці Труфанець (притока Чорної Тиси). Легкодоступний, популярний туристичний об'єкт.                                                              |            |
| Усть-Чорний Гук                       | Тячівський район   | 48°20′12.73″ пн. ш. 23°56′45.72″ сх. д. / 48.3368694° пн. ш. 23.9460333° сх. д. | 4 м     | Каскад водоспадів в смт Усть-Чорна з загальним перепадом води бл. 4 м. Розташований на потоці Брустурянка (ліва притока Тересви). Легкодоступний, маловідомий.                                    |            |
| Холодний Душ                          | Ужгородський район | 48°47′23.33″ пн. ш. 22°49′29.86″ сх. д. / 48.7898139° пн. ш. 22.8249611° сх. д. | 2 м     | Розташований на безіменному потоці (лівий доплив струмка Воєводин). Легкодоступний, маловідомий.                                                                                                  |            |
| Шипіт                                 | Хустський район    | 48°39′16″ пн. ш. 23°16′16″ сх. д. / 48.65444° пн. ш. 23.27111° сх. д.           | 14 м    | На потоці Пилипець (притока Репинки). Легкодоступний, популярний туристичний об'єкт. |            |
| Шипіт Верхній                         | Хустський район    | 48°38′59.75″ пн. ш. 23°15′32.03″ сх. д. / 48.6499306° пн. ш. 23.2588972° сх. д. | 12-13 м | Розташований на відстані 1,1 км від водоспаду Шипіт. Маловідомий, важкодоступний. |            |
| Шипун                                 | Хустський район    | 48°32′15.53″ пн. ш. 23°39′53.79″ сх. д. / 48.5376472° пн. ш. 23.6649417° сх. д. | 4 м     | Розташований на безіменному струмку (права притока р. Озерянки, бас. Тереблі) в с. Синевир. Маловідомий, легкодоступний.                                                                          |            |
| Шумило                                | Хустський район    | 48°24′07.88″ пн. ш. 23°04′28.53″ сх. д. / 48.4021889° пн. ш. 23.0745917° сх. д. | 3-4 м   | Розташований в заказнику Зачарована долина, біля с. Ільниця. Маловідомий, легкодоступний. |            |
| Юнтур                                 | Ужгородський район | 48°47′08.93″ пн. ш. 22°50′29.12″ сх. д. / 48.7858139° пн. ш. 22.8414222° сх. д. | 7—8 м   | Розташований на безіменному потоці (ліва притока Воєводина, бас. річки Шипіт) на відстані близько 600 м. від водоспаду Воєводин. Важкодоступний, маловідомий.                                     |            |
| Явірниковий                           | Рахівський район   | 47°55′05.81″ пн. ш. 24°17′32.83″ сх. д. / 47.9182806° пн. ш. 24.2924528° сх. д. | ? м     | Розташований на однойменному струмку в урочищі Явір (територія Трибушанського природоохоронного науково-дослідного відділення Карпатського біосферного заповідника). Маловідомий, важкодоступний. |            |
| Ялинський                             | Рахівський район   | 47°56′44″ пн. ш. 24°14′52″ сх. д. / 47.94556° пн. ш. 24.24778° сх. д.           | 26 м    | Найвищий однокаскадний водоспад Українських Карпат. На потоці Ялин (притока річки Білий). Важкодоступний, маловідомий.                                                                            |            |

## Пояснювальні примітки
1. ↑  висота найвищого каскаду
2. ↑  висота головного каскаду